# Fryxellsee
Der Fryxellsee (engl. Lake Fryxell) ist ein etwa viereinhalb Kilometer langer meromiktischer See zwischen dem Kanada- und dem Commonwealth-Gletscher in Viktorialand im Osten des antarktischen Kontinents. Er befindet sich im Taylor Valley der Antarktischen Trockentäler. Der Fryxellsee wurde von der Terra-Nova-Expedition (1910 bis 1913) unter Sir Robert Falcon Scott entdeckt und kartografiert und im Jahre 1957 nach Fritiof M. Fryxell (1900–1986), einem Glazialgeologen des Augustana College in Illinois (USA), benannt.
Der See beheimatet wie viele andere antarktische Seen auch eine große Anzahl prokaryontischer Lebewesen.